# Centro (Belford Roxo)
Centro de Belford Roxo é um bairro do município brasileiro de Belford Roxo, na Baixada Fluminense, no estado do Rio de Janeiro. 
Possui por volta de 50 mil habitantes, e é onde se localizam a prefeitura do município e a grande maioria do comércio da região, além de clínicas médicas e bancos. 
O Centro tem uma estação terminal de trem, de onde sai, nos dias úteis, boa parte dos trabalhadores em direção à estação D. Pedro II, na Central do Brasil. É também o local onde se realiza a maior parte dos eventos da cidade, tais como comícios, desfiles de 7 de setembro, Carnaval, entre outros.  
É o bairro de entrada da cidade para quem vem de Coelho da Rocha ou da Via Dutra, através da Av. Jorge Júlio Costa dos Santos, que passa por baixo do pórtico de boas vindas. É nele que está localizado o hipermercado Carrefour (o maior da cidade  
), com um pequeno shopping adjacente, além de uma filial do McDonald's, ambos à beira da rodovia. Mais recentemente, foi inaugurado também uma filial do Bob's, em local um pouco mais distante dos outros dois estabelecimentos. Em 2012, passou a ter seu primeiro Shopping, o Centro Comercial Nova Belford, que se localiza no coração da cidade. 
É também o bairro por onde se escoa a produção da indústria química Bayer (uma das maiores empresas instaladas no município), através de um viaduto que liga a fábrica à Via Dutra. 

## Área Nobre
Na região, encontra-se a maior concentração da população de classe média do município, o qual recebe grande especulação imobiliária e investimentos no setor da construção civil. 